# (1026) Ingrid
(1026) Ingrid és un asteroide que forma part del cinturó d'asteroides i va ser descobert per Karl Wilhelm Reinmuth des de l'observatori de Heidelberg-Königstuhl, Alemanya, el 13 d'agost de 1923. Ingrid va rebre al principi la designació de 1923 NY.
Posteriorment es va anomenar en honor d'una neboda de l'astrònom alemany Albrecht Kahrstedt.
Ingrid està situat a una distància mitjana del Sol de 2,254 ua, podent acostar-s'hi fins a 1,843 ua i allunyar-se'n fins a 2,665 ua. La seva inclinació orbital és 5,401° i l'excentricitat 0,1824. Empra 1236 dies a completar una òrbita al voltant del Sol. Ingrid forma part de la família asteroidal de Flora.